# OF-40
L'OF-40 est un char de combat développé spécifiquement pour le marché étranger, sur les fonds propre de la firme italienne OTO Melara en partenariat avec Fiat. Conçu à la fin des années 1970, il s'agit du premier char de combat italien conçu après la Seconde Guerre mondiale.

## Genèse
En 1977, Olo Melara et Fiat se lancèrent dans le développement d'un char de combat de conception italienne dans le but de satisfaire les besoins du marché de l'exportation. À cette époque, les deux firmes fabriquaient sous licence le char de combat allemand Léopard 1 pour les besoins de l'Armée italienne. 
Souhaitant se soustraire à l'encombrante présence germanique qui les empêchait de conquérir d'autres marchés, les Italiens prirent la décision d'acquérir leurs propres compétences et connaissances dans le domaine hautement stratégique des chars de combat. 
Cette décision conduira plus tard au développement du char de combat C1 Ariete. 
Il est clair que les Italiens s'appuyèrent lourdement sur la conception du char allemand pour concevoir l'OF-40 (O pour Oto Melara, F pour Fiat et 40 pour la classes de poids). Et les ressemblances entre les deux chars sont nombreuses tant sur l'aspect extérieur que dans l'organisation intérieure.

## Caractéristiques

### Armement
L'armement est constitué d'un canon Oto Melara de 105 mm OTAN à tube rayé de 52 calibres, il est muni d'un manchon anti-arcure et d'un évacuateur de fumée. 15 obus sont prêts à l'emploi dans la tourelle, 42 autres sont entreposés dans le châssis, dans un râtelier situé à droite du conducteur.
Une mitrailleuse coaxiale de 7,62 mm complète l'armement de masque. Une deuxième mitrailleuse est à la disposition du chef de char à l'extérieur. 5 500 cartouches de 7,62 mm sont stockées à bord.
La motorisation site et gisement est électro-hydraulique. L'armement et la tourelle ne sont pas stabilisées et l'OF-40 Mk. 1 ne peut donc pas tirer en marche (contrairement au Mk. 2).

### Optiques et conduite de tir
Le tireur a un viseur télescopique articulé C215 conçu par la firme Alenia, il offre un grossissement de × 8 avec champ de vision de 7,5° et intègre un télémètre laser Alenia VAQ-33. Il est monté sur le berceau M114 et lié mécaniquement au masque du canon.
Le chef de char dispose d'un viseur panoramique gyrostabilisé VS 580-B développé conjointement par la SFIM et l'Officine Galileo, il possède un grossissement de × 8 et intègre un intensificateur de lumière pour l'observation de nuit. Des échelles stadimétriques intégrées dans le réticule du viseur permettent au chef de char de tirer en estimant grossièrement la distance aux cibles furtives à courte distance en utilisant la portée utile de combat (PUC) des munitions.
L'OF-40 Mk. 2 possède une conduite de tir OG14L2 conçue par l'Officine Galileo, elle assure également la stabilisation du canon en site et en gisement. L'OG14L2B se diffère de l'OG14L2 par sa ligne de visée stabilisée de manière indépendante à celle du canon. 
Une caméra de télévision à bas niveau de lumière (TVBNL) ou une caméra thermique THETIS (THErmal Tank Infrared System) peuvent être installées dans un boîtier fixé sur la partie supérieure du masque du canon.

### Protection balistique
La tourelle de l'OF-40 est dérivée du prototype de char de combat Leone, elle-même lourdement inspirée de la tourelle présente sur les Léopard 1A3 et 1A4. 
Sa forme en pointe de flèche s'explique par sa méthode d'assemblage par mécanosoudure. Elle comporte un blindage espacé constitué de plaques d'acier recouvertes d'une carapace faite de plaques d'acier de haute dureté.
Son glacis présente une inclinaison supérieure à celui du Léopard 1 et, contrairement à ce dernier, les déports de caisse au-dessus du train de roulement ne sont pas inclinés mais à bords droits et contiennent des réservoirs de carburant.
Le train de roulement est recouvert d'une jupe en caoutchouc renforcée de tresses d'acier. En faisant détoner prématurément les projectiles antichars à charges creuses.

### Motorisation
Le groupe motopropulseur (GMP) est produit sous licence par Fiat, il est constitué du moteur Diesel à quatre temps MTU MB 838 Ca M500 accouplé à la boîte de mécanismes ZF type 4HP250.
Le MB 838 Ca M500 est un moteur Diesel à 10 cylindres en V possédant double suralimentation par compresseurs. Il développe une puissance maximale de 830 chevaux à un régime de 2 200 tr/min, un couple maximal 3 300 N m est atteint au régime de 1 600 tr/min. Sa cylindrée est de 37,4 litres pour un poids à sec de 1 900 kg. 
La boîte de mécanismes 4HP250 comprend une boîte de vitesses automatique possédant quatre vitesses en marche-avant et deux en marche-arrière. La direction est de type « régénérative » à double différentiel et fournit deux rayons de braquage.
La poutre de refroidissement et le persiennage sont dimensionnés pour les opérations en pays chauds,

## Variantes
- OF-40 Mk. 1 : version de pré-série, 36 chars construits et rétrofités au standard Mk. 2.
- OF-40 Mk. 2 :  équipé de la conduite de tir stabilisée OG14L2 et de moyens d'observation nocturne. Les paniers de rangement à l'arrière de la tourelle sont agencés différemment.
- OF-40 Mk. 2A : armé d'un canon lisse de 120 mm au standard OTAN.
- OF-40 Mk. 2A1 : aussi connu sous le nom OF-40 Mk. 3, il reprend la nouvelle tourelle utilisée sur les prototypes du char C1 Ariete, il est armé d'un canon lisse de 120 mm OTO Melara, ainsi qu'une conduite de tir TURMS lui permettant le tir en marche[3]. Le prototype est testé aux côtés du 2ème prototype du char brésilien Osório dans le désert de Liwa, durant l'été 1988.
- OF-40 ARV : char dépanneur, utilisant le châssis de l'OF-40, il possède une grue montée à l'avant-gauche du châssis. La capacité de levage de la grue est de 18 tonnes, le treuil du châssis a une force de traction de 35 tonnes.
- Palmaria : canon d'artillerie automoteur de 155 mm monté sur le châssis d'OF-40. Cette variante rencontrera d'ailleurs plus de succès que le char puisque 210 exemplaires seront vendus à la Libye et 25 au Nigeria.
- OTOMATIC 76/62 : système d'arme anti-aérien automoteur monté sur un châssis d'OF-40. La tourelle triplace, pesant 15 t est armée d'un puissant canon naval à tir rapide Otobreda 76 mm. Ce système d'arme possède un radar d'acquisition Segnalamento marittimo ed aereo (SMA) VPS-A05 et un radar de conduite de tir SMA VPG-A06. Ce projet initié par OTO Melara SpA ne trouvera pas de clients[4].

## Blindés comparables
- AMX-32
- AMX-40
- Vickers MBT Mk. 3
- Vickers MBT Mk. 4 Valiant
- Chieftain 900
- EE-T1 Osório